# Dover Priory
Dover Priory – główny dworzec kolejowy w Dover w hrabstwie Kent, w Anglii. Znajdują się tu 2 perony. W roku statystycznym 2021/2022 z usług dworca skorzystało około 732 322 pasażerów.

## Historia
Stacja Dover Priory otwarta została w dniu 22 lipca 1861 jako tymczasowa krańcówka London, Chatham and Dover Railway (LCDR). Stał się stacją przelotową w dniu 1 listopada 1861 z ukończeniem tunelu przez Western Heights, aby uzyskać dostęp do obszaru Zachodnich Doków, gdzie LCDR stworzyło stację Dover Harbour. Początkowo stacja była znana jako Dover Town, ale została zmieniona w lipcu 1863 (rywalizujące SER prowadziło do przyjęcia jednej ze swoich stacji w Dover). Południowy układ pasażerski skonsolidowano na Priory w 1927 roku i zmodernizowano stację w 1932 roku. Chatham Main Line doprowadziło do elektryfikacji na Priory w 1959 roku jako część Etapu 1 elektryfikacji Kent Coast, zgodnie z planem modernizacji z 1955. Linia do Ramsgate, za pośrednictwem Deal została następnie zelektryfikowana w 2 etapie w styczniu 1961. Linii z Folkestone została zelektryfikowana w czerwcu 1961.

## Usługi
Typowe usługi poza szczytem:
- 2 pociągi na godzinę do Charing Cross w Londynie za pośrednictwem i Folkestone Central i Sevenoaks
- 2 pociągi na godzinę do London Victoria poprzez Canterbury East i Chatham
- 1 pociąg na godzinę do Ramsgate poprzez Deal.

Od grudnia 2009 High Speed 1 395 uruchomi połączenie za pośrednictwem Folkestone i Ashford, aby uzyskać dostęp do Ebbsfleet, Stratford i St Pancras.